# 環海·東岸

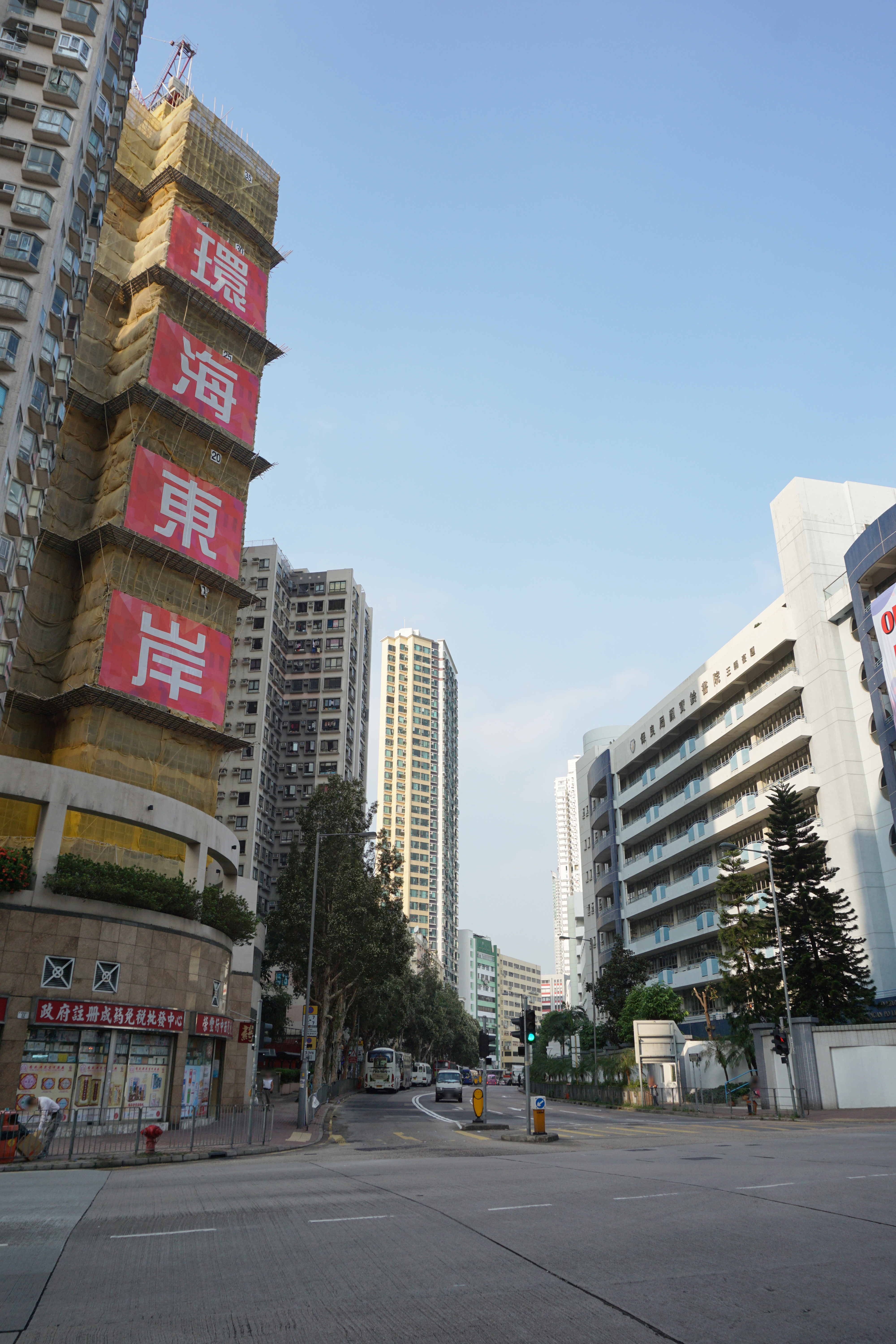
興建中的環海．東岸（2017年攝）

環海．東岸（Upper East），是位於香港九龍土瓜灣崇安街23號的住宅，只有1棟，但細分成3座（1a, 1b, 1c座）。樓高共32層，由九龍建業發展，2018年12月落成。

## 簡介
環海．東岸設32層（不設4樓、13樓、14樓、24樓及34樓），提供1008伙，設有提供開放式至2房住宅單位。單位實用面積介乎194方呎至375方呎。1a座每層14伙，1b座每層10伙，1c座每層12伙，共36伙，設8部升降機，屬35校網。

## 停車場
停車場設有58個住戶停車位，並不設公眾停車位。

## 商場
住宅地下至一樓為商場，設有多間店鋪，包括九龍建業旗下的首達百貨Soda Mall，薩莉亞義式餐廳，日式餐廳「花火和食」等。商場亦設有智能櫃予住戶取貨。

## 外部連結
官方網頁 （页面存档备份，存于）